# Konduz (província)
Konduz ou Kunduz (em persa: قندوز, transl. Kondūz) é uma província do Afeganistão. Sua capital é a cidade de Konduz.